# Carandiru

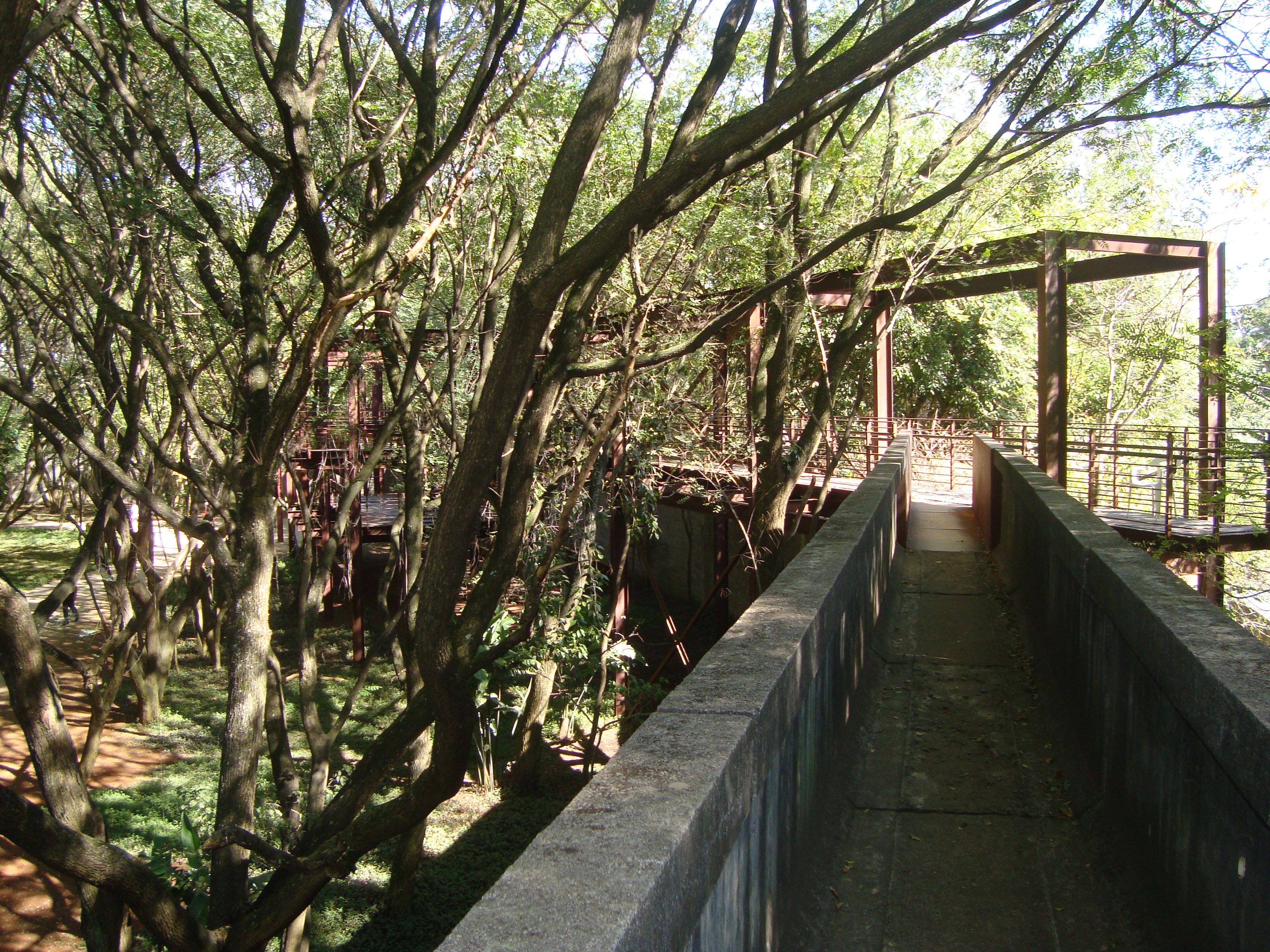
Frühere Mauer des Gefängnisse als Weg durch die Aufforstung

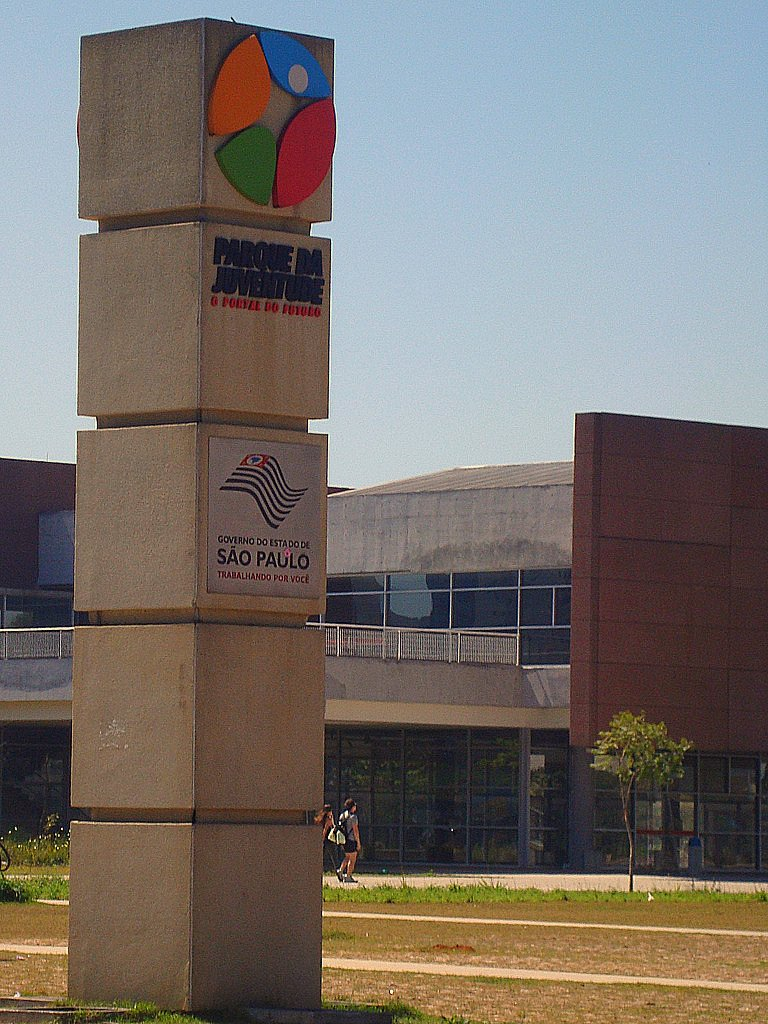
Markierung des Parque da Juventude

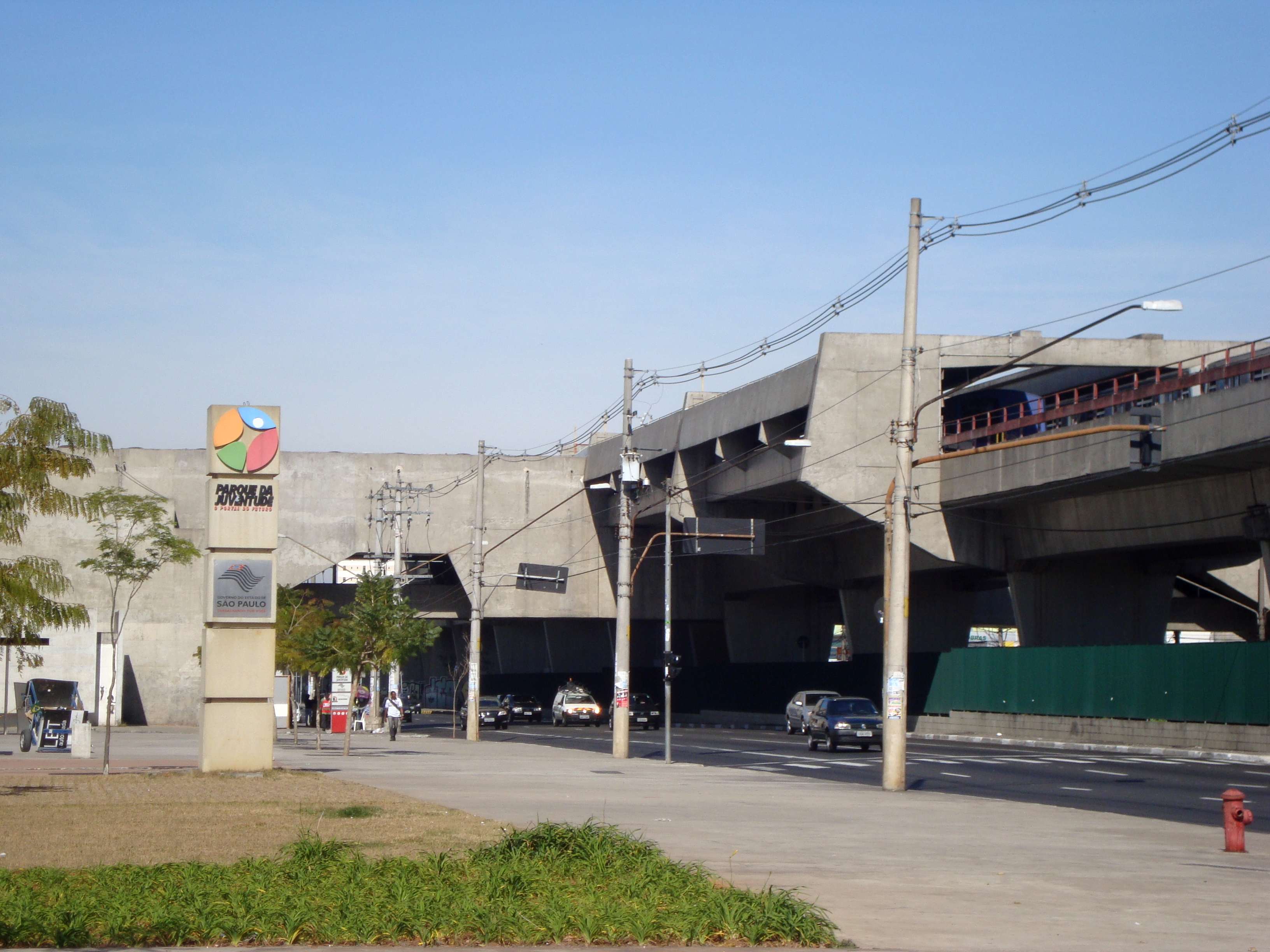
Bahnhof Carandiru

Carandiru ist die volkstümliche Bezeichnung für das Gefängnis Casa de Detenção de São Paulo im gleichnamigen Stadtteil im Norden von São Paulo. Von 1920 bis zum 16. September 2002 in Betrieb, hatte es zeitweise über 8000 Insassen und war damit die größte Haftanstalt Südamerikas.

## Geschichte
Von dem Architekten Samuel das Neves nach dem Vorbild des Gefängnisses Fresnes bei Paris geplant, galt die Anstalt bis 1940, als die Zahl der Gefangenen 1200 erreichte, als ein Muster modernen Justizvollzugs. Das änderte sich danach durch ihre zunehmende Überfüllung, der man 1956 durch Neubauten Herr zu werden suchte, mit denen nun 3250 Haftplätze zur Verfügung standen. Eine nachhaltige Besserung trat aber nicht ein. Mit seinen bis zu 8000 Insassen wurde das Gefängnis berüchtigt durch Gewalt, Bandenkriminalität, Drogenkonsum, Korruption und äußerste Brutalität der Wärter.
Der schlimmste Vorfall, das Carandiru-Massaker, ereignete sich am 2. Oktober 1992. Bei einem Aufstand wurden 102 Gefangene erschossen und weitere neun starben an Stichwunden, die nicht behandelt wurden. Menschenrechtsorganisationen kritisieren, dass auch unbewaffnete Insassen, die sich bereits ergeben hatten, erschossen worden seien. Der Kommandierende der eingesetzten Militärpolizei, Oberst Ubiratan Guimarães, wurde im Juni 2001 in erster Instanz u. a. wegen Mordes in 102 Fällen zu einer Freiheitsstrafe von 632 Jahren verurteilt, blieb jedoch auf freiem Fuß, da er Rechtsmittel einlegte. In zweiter Instanz wurde er am 16. Februar 2006 freigesprochen. Am 9. September 2006 wurde er von einem unbekannten Täter in seiner Wohnung durch einen Bauchschuss getötet.
Die juristische Aufarbeitung zog sich über mehr als zwei Jahrzehnte hin. In vier getrennten Verfahren wurden 23 Polizisten im April 2013 zu einer Haftstrafe von jeweils 156 Jahren, 25 Polizisten im August 2013 zu jeweils 624 Jahren, im März 2014 neun Polizisten zu jeweils 96 Jahren sowie ein weiterer zu 104 Jahren und schließlich 15 Polizisten im April 2014 zu jeweils 48 Jahren Gefängnis verurteilt. Nach brasilianischem Recht dürfen verurteilte Häftlinge allerdings maximal dreißig Jahre eingesperrt bleiben.
Das Carandiru-Massaker von 1992 wird als Anstoß für die Gründung der berüchtigten Bandenorganisation PCC durch Insassen der Strafanstalt Taubaté im folgenden Jahr angesehen. Im Jahr 2001 gab es einen weiteren Aufstand in 29 Strafanstalten des Staates São Paulo, der in Carandiru durch Insassen mit Mobiltelefonen organisiert worden war. Insgesamt sollen seit 1956 in Carandiru über 1300 Insassen getötet worden sein.
Im September 2002 wurde das Gefängnis geschlossen und das Gelände seither nach dem Abriss eines Teils der Gebäude in einen Parque da Juventude („Park der Jugend“) mit Freizeitangeboten und einer staatlichen technischen Schule (Escola Técnica Estadual – ETEC) umgewandelt. Die Reste der Strafanstalt sind heute frei zugänglich und von der Metro-Station Carandiru erreichbar.

## Adaption in den Medien
Der brasilianische Arzt Drauzio Varella arbeitete von 1989 bis 2001 ehrenamtlich in Carandiru, um gegen die Ausbreitung von AIDS vorzugehen. Seine Erfahrungen und die erschreckenden Haftbedingungen beschreibt sein Buch Estação Carandiru (deutsch: Bahnhof Carandiru), das unmittelbar nach der Schließung des Gefängnisses am Originalschauplatz von Héctor Babenco mit Luiz Carlos Vasconcelos in der Rolle Varellas verfilmt wurde. Der Film wurde am 21. März 2003 beim Panorama Internacional Coisa de Cinema vorgestellt und kam am 11. April 2003 in die brasilianischen Kinos.
Die brasilianische Heavy-Metal-Band Sepultura thematisiert die Geschehen vom 2. Oktober 1992 im Lied „Manifest“ auf der LP Chaos A.D.